# True Blue Crew
Die True Blue Crew (TBC) (deutsch: Wahre Blaue Crew) ist eine rechtsradikale und antiislamische Gruppierung in Australien, die in Melton im australischen Bundesstaat Victoria ihren Ursprung hat.
Weltweite Aufmerksamkeit erhielt diese Organisation, da Brenton Tarrant, der den Terroranschlag auf zwei Moscheen in Christchurch in Neuseeland beging, mehr als 30 Kommentare auf den Facebook-Seiten der TBC und der rechtsradikalen United Patriots Front hinterließ. Die Facebookseite ist inzwischen gelöscht worden.

## Gründung
Ein Teil der Mitglieder der TBC engagierte sich bereits im Jahr 2014 gegen den Bau eines Gemeinschaftszentrums und einer Moschee für Muslime in Bendigo. TBC entstand als Gruppierung im Jahr 2015, als sie sich von  der rechtsradikalen Reclaim Australia abspaltete. Gemeinsam mit anderen australischen ultrarechten Gruppierungen ist ihr Anspruch, ihr – wie es formuliert wird – weißes, angelsächsisches Erbe gegen bestimmte Gruppen wie Moslems, Juden oder australische Ureinwohner zu verteidigen.

## Aktionen
Gemeinsam mit den rechtsextremen Organisationen United Patriots Front und der Love Australia or Leave Party veranstaltete der Führer der TBC Kane Miller im Mai 2016 eine Demonstration in Melton gegen den Bau des muslimischen Zentrums in Bendigo. Bei einer erneuten derartigen Demonstration im August 2016 kam es zu heftigen Auseinandersetzungen über den Demonstrationsweg zwischen Mitgliedern der TBC und der rechtsradikalen Sons of Odin (Söhne des Odin).
Phillip Galea, ein Mitglied der TBC, wurde verhaftet, da bei ihm Unterlagen für terroristische Attentate gefunden wurden. Eine polizeiliche Untersuchung ergab, dass Galea  Verbindungen zu Reclaim Australia, United Patriots Front, Patriots Defence League Australia und zu einer rechtsradikalen Gruppe namens „Combat 18“ pflegte.
Im Januar 2019 berichtete der Sender Channel 7 news, dass United Patriots Front und TBC Patrouillen organisiert hatten, die junge afrikanische Männer beobachteten.